# Josif Aleksandrovič Brodski
Josif Aleksandrovič Brodski [jósip aleksándrovič bródski] (rusko Ио́сиф Алекса́ндрович Бро́дский; znan tudi kot Joseph Brodsky), rusko-ameriški pesnik, esejist in dramaturg, * 24. maj 1940, Leningrad, Sovjetska zveza, † 28. januar 1996, New York, ZDA. 
Brodski je dobitnik Nobelove nagrade za književnost leta 1987.